# Sang de boeuf

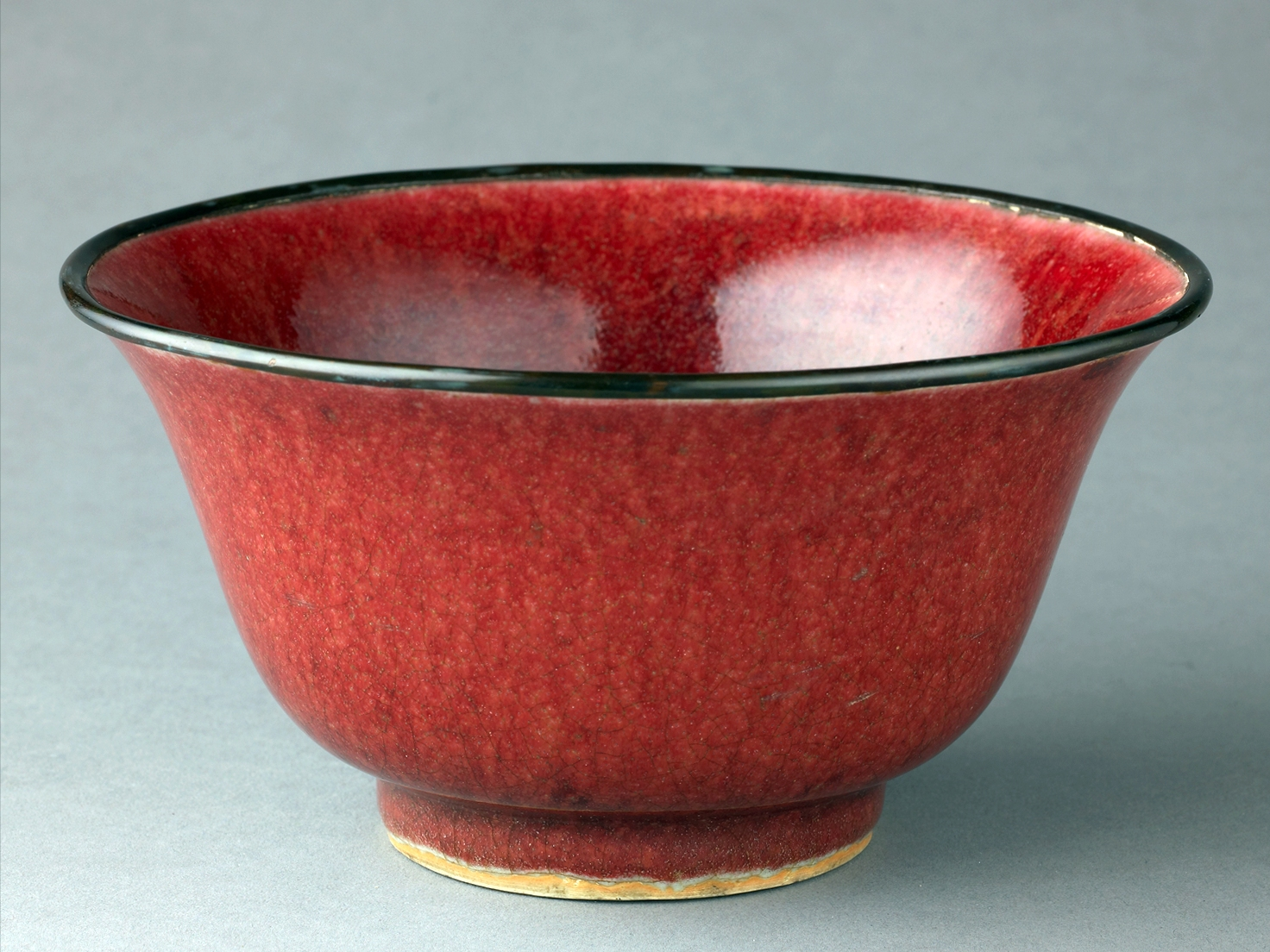
Bols de porcelana china del con vidriado sang de boeuf.

El esmalte sang de boeuf, es un color rojo intenso de esmalte cerámico, que apareció por primera vez en porcelana china a principios del siglo XVIII. El nombre significa "sangre de buey", y el esmalte y el color también se llaman sangre de buey, en este y otros contextos.
Sang de boeuf fue uno de los nuevos esmaltes "flameados" vidriados, marcados por "efectos impredecibles pero altamente decorativos y variados", desarrollados en los hornos de porcelana Jingdezhen durante el reinado de Kangxi (1662-1722). Según un estudioso: "En sus ejemplos más finos, este espectacular esmalte da la impresión de que se asoma a través de una capa superficial límpida, que está ligeramente debilitada por una serie de burbujas, al color que se encuentra debajo".
Como con la mayoría de los esmaltes rojos chinos, el principal agente colorante es el óxido de cobre, que en un cuidado proceso se quema inicialmente en una atmósfera reductora (sin oxígeno); para terminarlo en una atmósfera oxidante. A partir de finales del siglo XIX, generalmente después de muchos años de experimentación, muchos alfareros occidentales produjeron versiones del esmalte chino, que técnicamente es muy difícil de lograr y controlar.

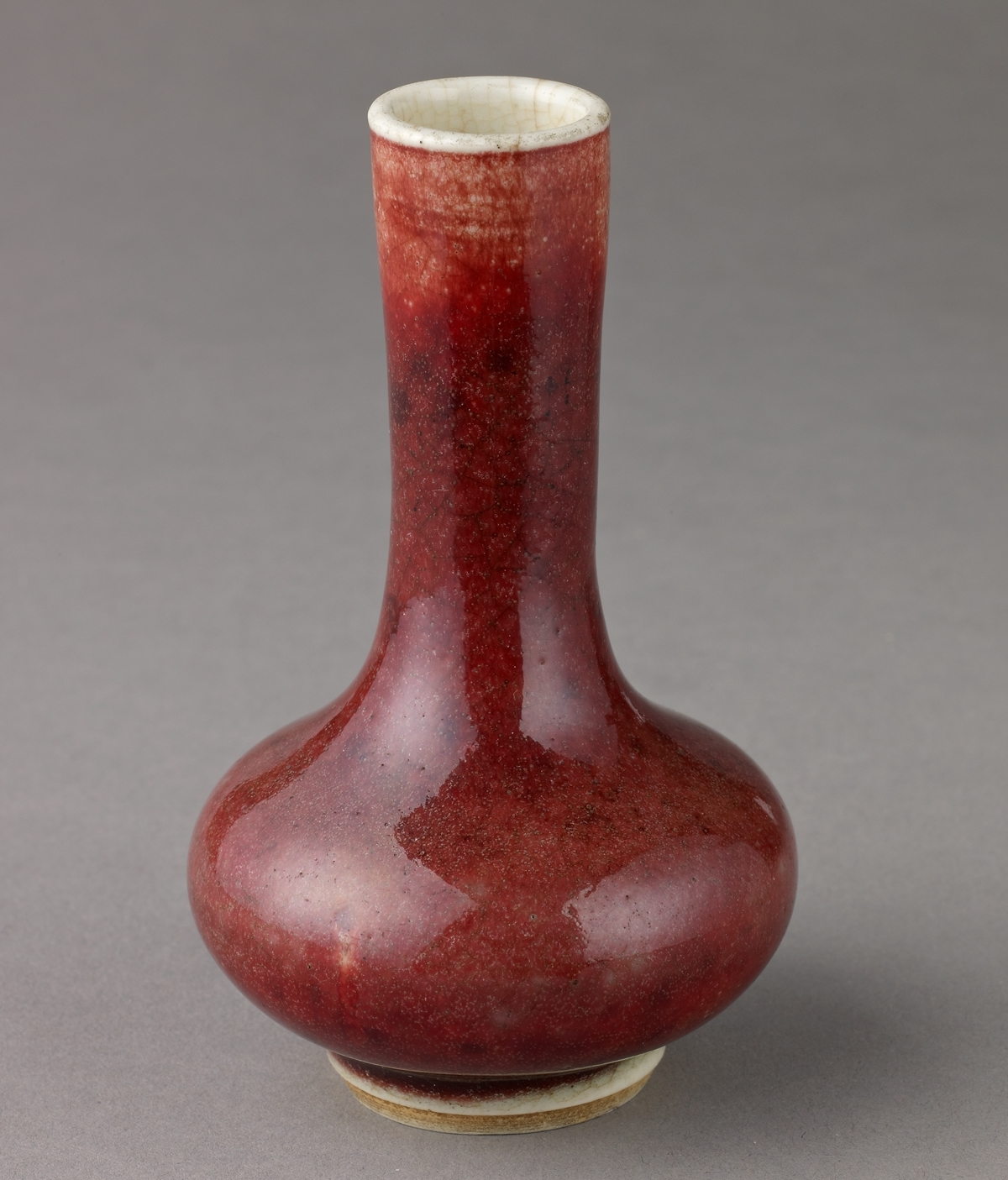
Pequeño jarrón del, con esmalte más diluido en la parte superior.

Para la cerámica china, algunos museos y libros prefieren el término "sang de boeuf", pero otros "sangre de buey". El nombre chino más común para el glaseado es lángyáohóng (郎 窑 红, "Lang horno rojo"). Otro nombre chino para este tipo de esmalte es niúxiěhóng (牛 血红, "rojo sangre de buey").

## Sang de boeuf china

### Origen como imitación de las cerámicas Ming

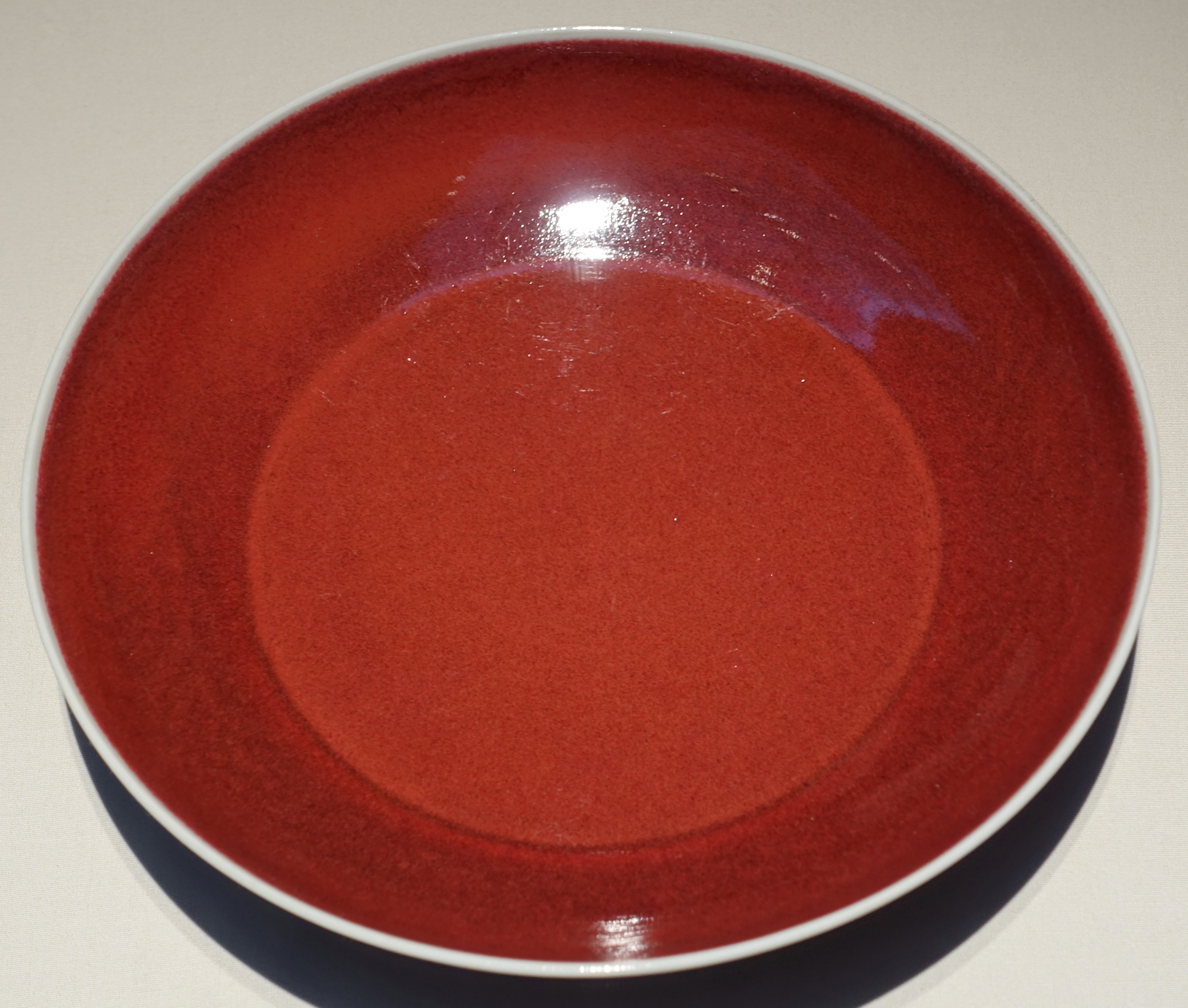
Plato rojo cobre Ming "de sacrificio" con la marca real de Xuande (1426–1435); el color que los ceramistas Kangxi trataban de lograr.

El vidriado sang de boeuf aparentemente se desarrolló entre 1705–1712 en un intento de recuperar el vidriado "rojo sacrificial" perdido del reino Xuande  (1426–35) de la dinastía Ming. Este era un esmalte muy famoso utilizado para elementos de ceremonias ritual en Jingdezhen, de los cuales han sobrevivido hasta nuestros días unos muy pocos ejemplos de este reino muy breve.
Según lo registrado en la Colección de Estatutos de la dinastía Ming, a partir de 1369, el segundo año del reinado del Emperador Hongwu al comienzo de la dinastía Ming, las porcelanas monocromáticas reemplazaron otros materiales para los recipientes rituales utilizados en los rituales oficiales de sacrificios que el emperador requería por tradición realizar, de ahí el nombre de "rojo sacrificial". Los nombres chinos para ello son xiānhóng (鲜红, "rojo fresco") y bǎoshíhóng (宝石 红, "rojo rubí").  El estatuto también establece que cada color estaba asociado con una dirección y ritual específicos: "A cada dirección se asocia una porcelana: rojo para el altar del Sol, azul para el del Cielo, amarillo para la Tierra y blanco para la Luna".
El rojo sacrificial desarrollado bajo Xuande dejó de producirse después de la muerte del emperador, y nunca se ha imitado perfectamente, a pesar de muchos intentos posteriores. Esto sugiere el interés personal cercano que algunos emperadores tenían en las cerámicas imperiales, y también que algunos secretos debieron estar restringidos a un pequeño grupo de alfareros.

### Sang de boeuf Qing
Si bien las piezas rojas de sacrificio de Xuande tienen una cobertura moteada muy sutil, el sang de boeuf se produjo con una variedad de tonos de color y además de efectos moteados y veteados en el esmalte, que a menudo se desvanecen en blanco en la parte superior de las piezas, y viceversa se engrosa alrededor de los hombros de los floreros y al pie, que a menudo no está completamente cubierto por el esmalte. A menudo hay un cuarteado y un tinte verdoso en los bordes del área acristalada, donde el esmalte es delgado. Todos estos fueron considerados efectos deseables. En general, el esmalte solo se aplica al exterior de formas cerradas, el interior y el borde quedan con un esmalte transparente. El esmalte rojo probablemente se aplicó mediante pulverización. Otros colores que pueden aparecer son turquesa, lavanda y púrpura.